# Raymond Goethals
Raymond Goethals (Vorst, 7 de octubre de 1921-Bruselas, 6 de diciembre de 2004) fue un futbolista y entrenador belga. Es recordado como entrenador de fútbol por su exitosa trayectoria en el Anderlecht a finales de los años 70, llevándolo a ganar varios títulos y consagrándolo en el plano internacional, y por llevar al Olympique de Marsella a la victoria en la Liga de Campeones de la UEFA de 1993, convirtiéndose en el primer entrenador en ganar un trofeo europeo con un club francés. Distinguido con el premio Once de Oro al mejor técnico europeo del año en 1991 y 1993.

## Trayectoria
Goethals comenzó su carrera como futbolista en la década de 1940 en el Daring de Bruselas, tras ocho temporadas en el club se incorpora al Racing Club de Bruselas en la temporada 1947-48, donde jugó hasta su retiro en 1952 a la edad de 31 años.
Inició su carrera como técnico en clubes menores de Bélgica como el Hannutois y el Renaisiènne, antes de pasar al Sint-Truiden cuadro al que condujo al segundo lugar de la Primera División de Bélgica de 1966.

### Entrenador nacional de Bélgica
Goethals se hizo cargo de la Selección nacional de Bélgica en 1968, con la cual tendría éxito en la clasificación para la Copa del Mundo de México 1970, a pesar de que fueron eliminados en la primera ronda del torneo. Bélgica fue sede del Campeonato de Europa de 1972, después de haber eliminado al actual campeón la Selección de Italia en fase de clasificación, cayó en semifinales ante el eventual Alemania y derrotó a Hungría en el partido por el tercer puesto. Eso marcó el mayor éxito de Goethals como entrenador del equipo nacional. En la Clasificación para la Copa Mundial de 1974 se enfrentó con la emergente Selección de fútbol de los Países Bajos, ante la cual igualó sin goles en sus dos partidos. Bélgica completo la fase de clasificación sin haber encajado un solo gol, pero perdió frente a los Países Bajos por su peor diferencia de goles.

## Clubes

### Como futbolista
| Club                     | País    | Año       |
| ------------------------ | ------- | --------- |
| Daring Club de Bruxelles | Bélgica | 1940-1947 |
| Racing Club de Bruxelles | Bélgica | 1947-1952 |

### Como entrenador
| Club (*)                         | País     | Año       |
| -------------------------------- | -------- | --------- |
| RFC Hannutois                    | Bélgica  | 1948-1952 |
| AS Renaisiènne                   | Bélgica  | 1952-1957 |
| Sint-Truiden                     | Bélgica  | 1959-1966 |
| Selección de Bélgica (asistente) | Bélgica  | 1966-1968 |
| Selección de Bélgica             | Bélgica  | 1968-1976 |
| RSC Anderlecht                   | Bélgica  | 1976-1979 |
| Girondins Bordeaux               | Francia  | 1979-1980 |
| Standard Liège                   | Bélgica  | 1981-1984 |
| Vitória Guimarães                | Portugal | 1984-1985 |
| Racing Jet de Bruxelles          | Bélgica  | 1985-1987 |
| RSC Anderlecht                   | Bélgica  | 1988-1989 |
| Girondins Bordeaux               | Francia  | 1989-1990 |
| Olympique Marsella               | Francia  | 1990-1993 |
| RSC Anderlecht                   | Bélgica  | 1995      |

(*) incluye la selección.

## Palmarés como entrenador

### Clubes
Anderlecht
- Recopa de Europa: 1977-78
- Supercopa de Europa: 1976, 1978
- Copa de Bélgica: 1988-89

Standard Lieja
- Primera División de Bélgica: 1981-82, 1982-83
- Supercopa de Bélgica: 1981, 1983

Olympique de Marsella
- Primera División de Francia: 1990-91, 1991-92
- Liga de Campeones de la UEFA: 1992-93

### Bélgica
- Eurocopa 1972: Tercer lugar